# ブランデ・キャルリフ

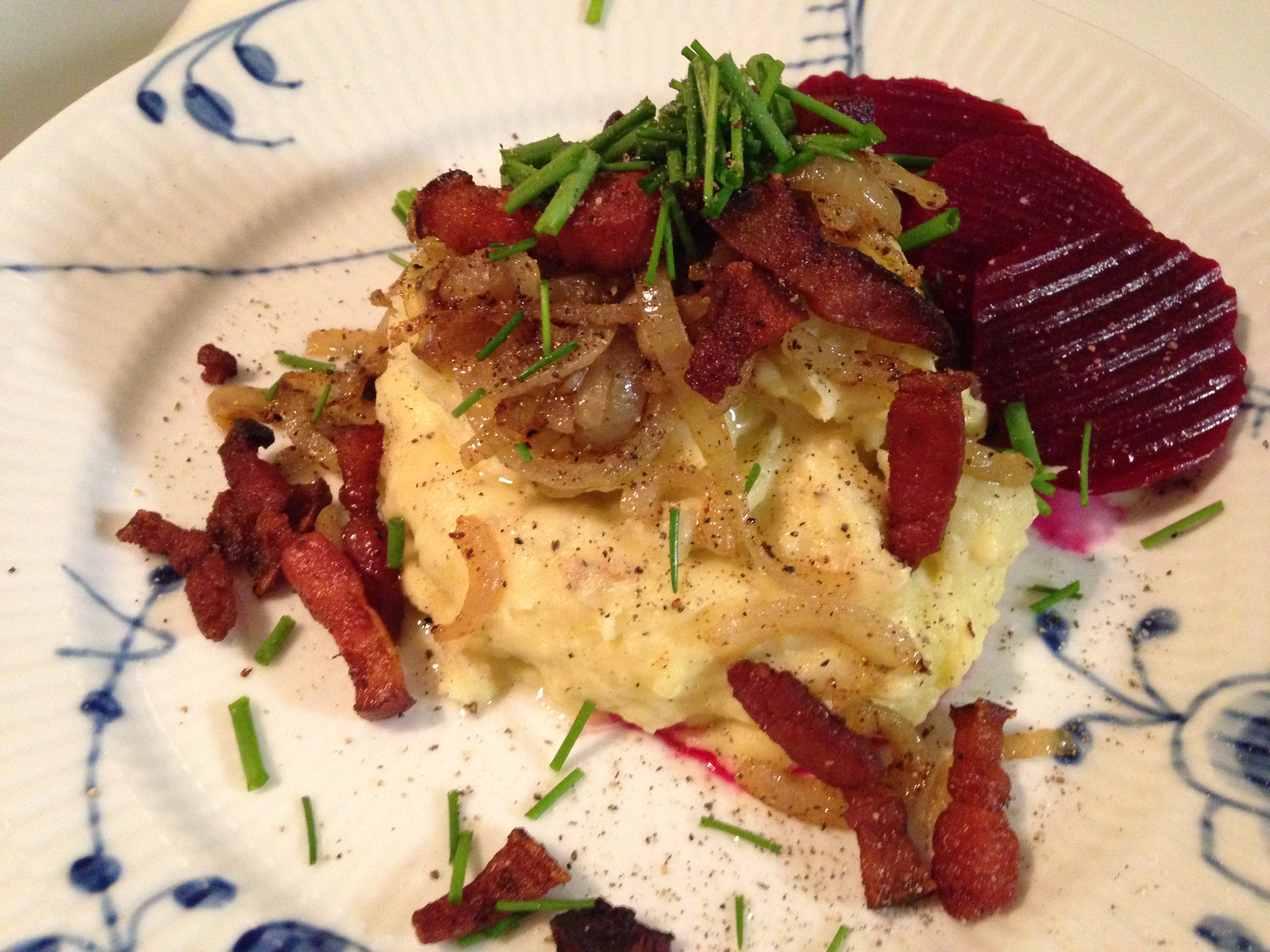
ブランデ・キャルリフの例

ブランデ・キャルリフ（デンマーク語: brændende kærlighed）はデンマーク料理の1種。冬の家庭料理である。ブランデデケアリヒドとも。

## 概要
「ブランデ・キャルリフ」を直訳した場合、「燃える愛」「英語: Burning love」の意味となる。
マッシュポテトにカリカリに炒めたベーコンとタマネギのソテーをトッピングした料理である。
マッシュポテトには、パセリ、 ニラ、チャイブ、またはすりおろしたナツメグをトッピングすることもできる。
この料理には、伝統的に「syltede rødbeder」 (ビーツの甘酢漬け、ビーツのピクルス) を添えて提供する。